# 3D運転教室
3D運転教室（スリーディーうんてんきょうしつ、朝: 3D운전교실）は、John 3:16により開発され、2016年12月4日よりリリースされたスマートフォン向けオープンワールド運転シミュレーションである。

## 概要
個人で開発されており、大韓民国における自動車教習を題材とする。経緯としては、大韓民国における運転免許試験の改正により難度が高まり、それを受け改正後の運転免許試験の内容をゲームアプリとしたのである。なお、現在は自動車教習関連のアップデートは全く無い状態である。当初は教習所内及び公道における実技検査のみが実装されたが、v2.7アップデートにて自由走行が実装された。

## 歴史
- 2015年2月 - 開発開始[1]。
- 2016年
  - 12月4日 - Android版をリリース。
  - 12月5日 - v1.1アップデート。バグ修正。
  - 12月14日 - v1.2アップデート。4代目ポーター追加。本作唯一のトラックとなる。また海洋公園に居る馬を荷台に積載可能である。一時期、選択後にメイン画面へ戻る際に前照灯が点灯しないバグも存在した。
  - 12月15日 - v1.3アップデート。NPC車の速度を僅かに上昇させ、4代目ポーターにブレーキ操作等を追加、ルームミラーのバグ修正、実技検査時の駐車位置を設定した。
  - 12月16日 - v1.6アップデート。4代目ポーターをMT車へ変更、バグ修正。唯一教習所内及び公道における実技検査を受けられるMT車となる。
  - 12月18日 - v1.9アップデート。変速時にクラッチやブレーキを操作可能とし、2速発進を可能とし、実技検査時の誤った減点を修正、実技検査時の案内表記を変更、ハンドルの角度及び回転速度を変更、クラッチ操作のみで低速発進を可能とした。

- 2017年8月21日 - iOS版をリリース。
- 2018年2月8日 - 開発段階のプレイ映像を公式YouTubeチャンネルにて公開。

## 収録車種

### 操作車両
- 現代自動車
  - 4代目アクセント（RB系）
  - 4代目ポーター（HR系）
  - スーパーエアロシティ（朝鮮語版）
  - Nビジョン74（朝鮮語版）
- ブガッティ
  - シロン
  - ボライド
- シボレー
  - 3代目スパーク（M300型）
  - 6代目カマロZL1
- ランボルギーニ
  - アヴェンタドール
  - チェンテナリオ
  - ヴェネーノ
  - ヴェネーノロードスター
  - シアンFKP37
- 起亜自動車
  - 4代目カーニバル（KA4型）
  - 初代K9（KH系）
  - 4代目ソレント（MQ4型）
- アウディ
  - 初代R8（42系）
- ドゥカティ
  - 1098
- Wモーターズ
  - ライカンハイパースポーツ
- フェラーリ
  - ラ・フェラーリ（F150型）
- ジェネシス
  - 初代G70（IK系）
- マクラーレン
  - 720S
- テスラ
  - 2代目ロードスター
- フォード
  - 7代目マスタングGTD（S650型）